# Pólosz (filozófus)
Pólosz (?) ókori görög filozófus.
Életéről semmit sem tudunk, működésének pontos ideje sem ismert. Egyetlen nagyobb töredéke maradt fenn, amelyben az igazságosságról értekezik; ez alapján a püthagoreus filozófiai iskola követője volt. Nem azonos a Platón-dialógusból ismert Pólosszal.